# King Gizzard & the Lizard Wizard
King Gizzard & the Lizard Wizard australski je rock-sastav osnovan 2010. u Melbourneu. Njegovu sadašnju postavu čine Stu Mackenzie, Ambrose Kenny-Smith, Cook Craig, Joey Walker, Lucas Harwood i Michael Cavanagh. Poznat je po sviranju pjesama različitih glazbenih žanrova, energičnim nastupima i velikom broju glazbenih izdanja.
Na prvim je radovima, koje je izdala diskografska kuća Flightless, spajao surf-glazbu i garage rock. Početkom 2010-ih objavio je nekoliko albuma psihodeličnog i progresivnog rocka, a sredinom tog desetljeća u pjesme je počeo uvrštavati više glazbenih stilova; tako se bavio jazz fusionom na albumu Quarters! i folkom na albumu Paper Mâché Dream Balloon. Godine 2016. stekao je veću popularnost albumom Nonagon Infinity, koji je osvojio nagradu ARIA za najbolji hard rock ili heavy metal-album.
Godine 2017. sastav je održao obećanje da će te godine objaviti pet studijskih albuma te je s uratkom Flying Microtonal Banana počeo snimati trilogiju albuma mikrotonske glazbe. Na naknadne je uratke uvrstio obilježja heavy metala, synthpopa i progresivnog rocka, a u stihovima pjesama posvetio se ekološkim temama i izmišljenu univerzumu koji su obožavatelji prozvali „Gizzverse”. Eric Moore, drugi bubnjar skupine i njezin menadžer, napustio je sastav 2020. Godine 2022. sastav je objavio pet albuma, a tri albuma od njih pet izdana su u listopadu. 
U studiji Institute of Contemporary Music Performancea iz 2019. sastav je uvršten na 21. mjesto popisa svjetskih najmarljivijih glazbenika. Zauzeo je to mjesto jer je od siječnja 2018. do kolovoza 2019. održao ukupno 113 koncerta.

## Karijera

### Osnutak, rana izdanja i12 Bar Bruise(2010. – 2012.)
Svi su članovi sastava odrasli i školovali se u australskim mjestima Deniliquinu, Melbourneu i Geelongu. Mackenzie, Moore i Walker upoznali su se dok su studirali glazbu na melburnskom sveučilištu RMIT-u, a njihovi su zajednički prijatelji postali ostali članovi sastava. U početku su svirali improvizirane skladbe, a konačnu postavu činili su Mackenzie, Walker, Moore, Kenny-Smith, Cavanagh, Craig i Harwood. Ime skupine nastalo je u "posljednji trenutak"; Mackenzie ju je želio nazvati "Gizzard Gizzard", a drugi član želio je da se zove "Lizard King" prema nadimku Jima Morrisona. Naposljetku su se dogovorili da će ga nazvati King Gizzard and the Lizard Wizard. Melburnski umjetnik Jason Galea izradio je sve naslovnice albuma sastava i režirao je većinu njegovih glazbenih spotova.
Prva su dva objavljena izdanja singlovi "Sleep"/"Summer" i "Hey There" / "Ants & Bats", a oba su objavljena nezavisno 2010. Iduće izdanje Anglesea objavljeno je 2011. kao EP. Dobilo je ime po Angleseaju, primorskom gradu u kojem je Mackenzie proveo djetinjstvo. Ta rana izdanja nisu bila dostupna u digitalnoj inačici do njihova uvrštavanja na kompilaciju Teenage Gizzard iz 2020.
Willoughby's Beach, drugi EP grupe, objavljen je 21. listopada 2011. pod licencijom diskografske kuće Shock Records. Za taj je uradak od devet pjesama garage rocka Beat Magazine izjavio da je "do zuba naoružan dosljedno opakim i pamtljivim dionicama".
Prvi studijski album 12 Bar Bruise objavljen je 7. rujna 2012. Riječ je o albumu garage rocka od dvanaest pjesama koji su članovi sastava sami snimili, a određene su pjesme snimljene na neuobičajene načine; vokalne dionice za naslovnu pjesmu toga albuma snimljeni su s pomoću četiriju iPhonea postavljenih po sobi, a Mackenzie je pjevao u smjeru jednog od njih.

### Eyes Like the Sky,Float Along – Fill Your Lungs,OddmentsiI'm in Your Mind Fuzz(2013. – 2014.)
Eyes Like the Sky, drugi studijski album, objavljen je 22. veljače 2013. Na tom uratku, nazvanu "audioknjigom kultnog vesterna", naraciju potpisuje Broderick Smith, a govori o odmetnicima, dječjim vojnicima, Indijancima i revolveraškim obračunima koji se odvijaju na Divljem zapadu. Pjesme na albumu zajedno su napisali Smith i Mackenzie. Upitan što je sve utjecalo na taj uradak, Mackenzie je odvratio: "Volim vesterne. Volim zlikovce i volim Red Dead Redemption. A volim i zle gitare." Mackenzie je 2020. na Redditu izjavio da je Eyes Like the Sky nastao u inat očekivanjima da će skupina nastaviti snimati albume stilski povezane sa svojim prijašnjim djelima; izjavio je da ga ta očekivanja "živciraju" i danas.
Treći studijski album Float Along – Fill Your Lungs objavljen je 27. rujna 2013. Na tom je izdanju sastav napustio garage rock i posvetio se blažem zvuku narodne glazbe i psihodelije. Na tom je albumu Eric Moore počeo svirati bubnjeve; na prethodnim uradcima svirao je teremin i klavijature.
Nakon tog albuma uslijedio je Oddments; objavljen je 7. ožujka 2014. Na tom izdanju od 12 pjesama pjesme su melodičnije, a Mackenziejev glas naglašeniji. Za određene pjesme na uratku jedan je recenzent izjavio da zvuče kao da su "snimljene s pomoću vunene čarape u susjednoj sobi".
Peti studijski album I'm in Your Mind Fuzz objavljen je 31. listopada 2014. Sadrži deset pjesama posvećenih fantastici i ispiranju mozga. To je prvi album na kojem su članovi napisali i snimili pjesme na "tradicionalan" način: napisali su ih, uvježbali i snimili ih u studiju "kao sastav". Pitchfork je izjavio da uradak "počinje sprintom" i završava "jednom od najboljih sporih improviziranih pjesama [sastava]". Godine 2019. I'm in Your Mind Fuzz pojavio se na 6. mjestu popisa "25 najboljih albuma psihodeličnog rocka iz 2010-ih" Happy Maga.

### Quarters!,Paper Mâché Dream Balloon,Nonagon Infinityi Gizzfest (2015. – 2016.)
Quarters!, šesti studijski albuma King Gizzarda, objavljen je 1. svibnja 2015. Na njemu se nalaze četiri pjesme, a budući da svaka traje deset minuta i deset sekundi, svaka zauzima četvrtinu uratka. Nadahnute su jazz fusionom i acid rockom, a zbog opuštenijeg stila "potpuno [se razlikuju] od svih prethodno objavljenih uradaka"; skupina je izjavila da je to album "uz koji ćete prije kimati glavom i tresti bokove nego što ćete izgubiti obuću u nasilnom moshu".
Dana 17. kolovoza 2015. sastav je objavio pjesmu "Paper Mâché Dream Balloon" kao singl s istoimena albuma. Glazbeni spot za "Trapdoor", drugi singl s albuma, objavio je 10. studenoga, a tri dana poslije objavio je sedmi studijski album Paper Mâché Dream Balloon. Nazvan "konceptualnim albumom bez koncepta", sadrži gotovo isključivo akustična glazbala i snimljen je na farmi Mackenziejevih roditelja. Riječ je o "zbirci kraćih i nepovezanih pjesama" koje je Michael Hann u članku za The Guardian nazvao primjerom "blage psihodelije bez distorzije". Prvi je uradak skupine objavljen u SAD-u pod licencijom ATO Recordsa.
Godine 2015. skupina je osnovala Gizzfest, melburnski dvodnevni glazbeni festival koji se otada održava jednom godišnje i na različitim mjestima, a na njemu su sudjelovali lokalni i strani izvođači.
Osmi studijski album Nonagon Infinity objavljen je 29. travnja 2016. Taj uradak, koji je Mackenzie nazvao "albumom koji nikad ne završava", sadrži devet pjesama povezanih glazbenim motivima koji "neprimjetno" teku jedni u druge, a zadnja pjesma "izravno se nadovezuje na početak uvodne pjesme kao zvučna Möbiusova vrpca". Dana 8. ožujka objavljen je glazbeni spot za pjesmu "Gamma Knife", prvi singl s tog albuma. U tom se spotu pojavio i rif iz pjesme "People-Vultures", koja je objavljena 4. travnja, a čiji je glazbeni spot objavljen 6. svibnja. Kritičari su ga pohvalili; u recenziji za Pitchfork Stuart Berman izjavio je da "sadrži neke od najrazuzdanijih i najuzbudljivijih rock 'n' roll-pjesama iz skorijeg doba". U članku za Happy Mag Maddy Brown izjavila je da se odlikuje "intenzivnim, upečatljivim i divljim zvukom koji pobuđuje adrenalin i ubrzava otkucaje srca", a Larry Bartleet u recenziji za NME komentirao je: "Ako želite, možete ga slušati zauvijek kao jednu neprekinutu melodiju." Za taj je uradak stekla i prvu nagradu; osvojila je nagradu ARIA Award u kategoriji "Najbolji hard rock ili heavy metal-album".

### Pet albuma u jednoj godini
Imali smo hrpu nasumičnih pjesama. Uopće nisu bile dovoljno povezane da bismo ih uvrstili na jedan album, pa smo ih podijelili i na kraju dobili pet uradaka. Na [albumu] Nonagon Infinity žestoko smo radili od 2015. do 2016. Gotovo smo se iscrpili i malo nam je nedostajalo da si međusobno zavrnemo vratom. Odlučili smo se odmoriti i tijekom tog kratkog predaha od snimanja došle su nam sve te nasumične i nepovezane ideje za pjesme. Potom smo snimali album po album.

Deveti studijski album Flying Microtonal Banana (Explorations Into Microtonal Tuning, Volume 1) snimljen je u studiju skupine i objavljen je 24. veljače 2017. Premda je sastav u početku pjesme na tom uratku kanio svirati na bağlami (turskom žičanom instrumentu s pokretnim pragovima), naposljetku ih je snimio s pomoću posebno izrađenih mikrotonskih glazbala služeći se glazbenim sustavom od 24 jednako udaljena četvrttona. Flying Microtonal Banana prozvan je "uzvišenim pristupom mikrotonskoj glazbi". Prije albuma objavljene su tri pjesme: "Rattlesnake", prva pjesma na uratku, objavljena je u listopadu 2016., "Nuclear Fusion" objavljena je u prosincu te godine, a "Sleep Drifter" u siječnju 2017. Za pjesmu "Rattlesnake" objavljen je i glazbeni spot koji je režirao Jason Galea, a Luke Saunders u članku za Happy Mag opisao ga je "stručnom poukom hipnoze".
Sljedeći studijski album Murder of the Universe objavljen je 23. lipnja 2017. Sastav ga je nazvao "konceptnim albumom koji okončava sve koncepte", a sadrži tri poglavlja: The Tale of the Altered Beast i The Lord of Lightning vs. Balrog, koja su objavljena 30. svibnja 2017., te Han-Tyumi and the Murder of the Universe, koje je objavljeno 11. travnja 2017. The Spill Magazine izjavio je da taj uradak "opisuje nadolazeći kraj svijeta onako kako to čini mračna fantastika". Tekst na prvim dvama poglavljima recitira Leah Senior, a na zadnjem poglavlju glas pripovjedača oblikovan je programom za sintezu govora. Grupa je prvi put nastupila u međunarodnom televizijskom programu 17. travnja 2017.; u razgovornoj emisiji Conan na američkom programu TBS odsvirala je pjesmu "The Lord of Lightning".
Idući studijski album Sketches of Brunswick East, nastao u suradnji s Mild High Clubom, projektom psihodeličnog džeza Alexa Brettina, objavljen je 18. kolovoza 2017. Nadahnut uratkom Sketches of Spain Milesa Davisa iz 1960. i Brunswick Eastom, melburnskom četvrti u kojoj se nalazi studio skupine, album sadrži improvizirane džez-pjesme. Mackenzie je za nj rekao: "[V]jerojatno prikazuje veće promjene do kojih dolazi u svijetu; ovim smo [uratkom] pokušali pronaći ljepotu u prostoru u kojem provodimo mnogo vremena[.]" U tom se citatu odnosio na stalne promjene u svojoj četvrti.
Polygondwanaland, dvanaesti studijski album King Gizzarda, objavljen je 17. studenoga 2017. u digitalnoj inačici za besplatno preuzimanje. Članovi sastava potaknuli su obožavatelje i nezavisne izdavače da izrade vlastite primjerke albuma izjavivši: "Ovaj je album BESPLATAN. Besplatan upravo u tom značenju riječi. Slobodno ga skinite, a ako želite, slobodno možete izraditi i svoje primjerke. Snimite ga na kasete, CD-ove, nosače zvuka... Jeste li ikad željeli osnovati vlastitu diskografsku kuću? Evo vam prilike! Zaposlite svoje frendove, izrađujte longplejke, pakirajte kutije. Nismo mi vlasnici ovog albuma, nego vi. Samo naprijed, dijelite ga i uživajte[.] Dan nakon njegove objave objavljena je pjesma "Crumbling Castle", čiji je glazbeni spot, koji je režirao Jason Galea, toga dana objavljen na YouTubeu. Do ožujka 2022. 325 različitih inačica uratka nalazi se u Discogsovu registru nosača zvuka, a Fraser Lewry album je nazvao "najboljim izdanjem na gramofonskoj ploči".
Mackenzie je početkom prosinca potvrdio da će peti i zadnji album 2017. biti objavljen "pred sam kraj godine". Nekoliko dana nakon njegove izjave na digitalnim su platformama objavljena dva singla: "All Is Known", pjesma koju je sastav već prije svirao na koncertima, i "Beginner's Luck", posve nova skladba. Nakon tih singlova objavljena su još dva ("The Last Oasis" i "Greenhouse Heat Death"), a oba su izdana 20. prosinca. Dana 30. prosinca skupina je na Facebooku izjavila da će album Gumboot Soup biti objavljen idućeg dana. Mackenzie je u intervjuu izjavio: "[Pjesme na tom albumu] svakako nisu manje kvalitete. Više je riječ o pjesmama koje ili nisu odgovarale zvuku ostalih četiriju albuma ili nisu uopće spadale u te kategorije ili su nastale neko vrijeme nakon prestanka rada na tim albumima."
U prosincu te godine Consequence of Sound prozvao je King Gizzard "Skupinom godine" te je pohvalio kvantitetu i kvalitetu albuma iz 2017.

### Reizdanja,Fishing for FishiesiInfest the Rats' Nest(2018. – 2019.)
Godine 2018. King Gizzard nastavio je održavati koncerte, ali nije objavljivao nove uratke. Međutim, ponovno je objavio pet starijih izdanja: EP Willoughby's Beach, 12 Bar Bruise, Eyes Like the Sky, Float Along – Fill Your Lungs i Oddments (na CD-u i gramofonskoj ploči). Također je objavio i službeno izdanje albuma Polygondwanaland.
Dana 21. siječnja 2019. članovi grupe izjavili su da rade na novim pjesmama; također su objavili fotografiju na kojoj sviraju u studiju. Na toj se fotografiji pojavio i Gareth Liddiard (iz skupina The Drones i Tropical Fuck Storm), što je potaknulo govorkanja da i on sudjeluje u snimanju novih pjesama. Sastav je 1. veljače objavio glazbeni spot za novi singl "Cyboogie", koji je objavio i na sedmoinčnoj gramofonskoj ploči s pjesmom "Acarine". Tjedan dana poslije najavljena je sjevernoamerička turneja i nastup u londonskom Alexandra Palaceu, za koji je skupina izjavila da će biti njezin najveći koncert dosad i da će sadržavati "novi popis pjesama, nove pjesme i posve novi vizualni doživljaj".
U ožujku je objavljeno da će četrnaesti album Fishing for Fishies biti izdan 26. travnja 2019. Ubrzo nakon toga na YouTubeu je objavljen glazbeni spot za naslovnu pjesmu. Krajem tog mjeseca sastav je objavio singl "Boogieman Sam", a dva dana prije objave albuma izdan je zadnji singl "The Bird Song".
Dana 9. travnja King Gizzard objavio je glazbeni spot za pjesmu "Planet B". Odgovarajući na pitanja obožavateljima na Redditu, Mackenzie je 30. travnja potvrdio da se snima novi album i da će se na njemu pojaviti "Planet B", no dodao je da skupina još nije odlučila hoće li ga objaviti te godine. Naknadno je potvrđeno da je naslov tog albuma Infest the Rats' Nest. Mackenzie je također izjavio da će se te godine festival Gizzfest prvi put održati izvan Australije.
Međutim, Gizzfest se naposljetku nije održao te godine; skupina je na Instagramu izjavila da ga je otkazala. Walker je u šaljivom komentaru izjavio: "Gizzfest se više nikad neće održati jer je oduvijek bio totalno sranje. Sram me što sam sudjelovao u njemu."
Glazbeni spot za novu pjesmu "Self-Immolate" objavljen je 29. svibnja. Sam je album objavljen 16. kolovoza, a žanrovski pripada thrash metalu. Dana 25. lipnja objavljen je singl "Organ Farmer". Na dodjeli nagrada ARIA Music Awards Infest the Rat's Nest nominiran je za nagradu u kategoriji "Najbolji hard rock ili heavy metal-album".

### Koncertni albumi,Chunky Shrapnel, odlazak Erica Moorea iK.G.(2020.)
U siječnju 2020. skupina je objavila tri koncertna albuma na Bandcampu i izjavila je da će sav novac zarađen njihovom prodajom donirati udrugama koje su za vrijeme požarā u Australiji pomagale divljim životinjama. Dana 10. siječnja objavljena su dva albuma: Live in Adelaide '19, koji je snimljen 12. srpnja 2019. u Thebarton Theatreu, i Live in Paris '19, koji je snimljen 14. listopada 2019. u L'Olympiji. Treći album Live in Brussels '19, sniman od 8. do 9. listopada 2019. u Ancienne Belgiqueu, objavljen je 15. siječnja. Zarada od prodaje svih tih albuma poimence je donirana organizacijama Animals Australia, Wildlife Victoria i Wires Wildlife Rescue.
Zbog okolnosti pandemije COVID-19 sastav je odgodio nastupe u losanđeleskom Greek Theatreu i Red Rocks Amphitheatreu koji su se trebali održati te godine. Također je snimio film Chunky Shrapnel (čije je ime preuzeto iz stiha pjesme "Murder of the Universe" s istoimenog albuma), no zbog spomenutih okolnosti njegova je premijera odgođena i naposljetku otkazana. Film je režirao John Angus Stewart, koji je također režirao spotove za singlove s albuma Infest the Rat's Nest, a snimljen je 2019. na europskoj turneji. Grupa je potom odlučila prikazati film na Vimeu; ondje je bio dostupan od 17. do 18. travnja. Dana 8. svibnja 2021. premijerno je prikazan u melburnskom Astor Theatreu.
U travnju te godine članovi skupine izjavili su da su tijekom lockdowna radili na pjesmama za nove albume. Mackenzie je izjavio da će jedan od tih albuma biti "prava laganica", a drugi "pomalo džezast"; dodao je i da su "neke pjesme mikrotonske" te da sastav eksperimentira s elektroničkom glazbom i polimetrijom. Također je izjavio da je grupa snimila gotovo svaki nastup koji je održala 2019. U lipnju je objavljen RATTY, kraći dokumentarni film o snimanju Infest the Rat's Nesta. Film se mogao posuditi na internetu i sav je prihod doniran organizacijama Australians for Native Title and Reconciliation (ANTaR), BlaQ Aboriginal Corporation, Djirra i Indigenous Social Justice Association Melbourne. Nakon što je filmom prikupljeno 20 000 dolara, skupina ga je objavila na YouTubeu. Tog je mjeseca u sklopu Dana prodavaonica albuma objavljeno deset izdanja skupine izdanih između 2014. i 2017.; riječ je o uradcima izrađenih od ekološki prihvatljivih materijala u ograničenoj nakladi.
Dana 14. srpnja 2020. objavljen je glazbeni spot za pjesmu "Honey"; pjesma sadrži akustična mikrotonska glazbala i utemeljena je na pandemiji koronavirusa. Skupina je zbog okolnosti pandemije morala ponovno otkazati koncerte i sjevernoameričku turneju i odredila je da će koncerti početi u listopadu 2021., no izjavila je da će prije navedene turneje objaviti nekoliko novih albuma.
Krajem kolovoza Eric Moore izjavio je da napušta sastav i kao njegov član i kao njegov menadžer; premda nije objasnio zašto, komentirao je da ga je "ta odluka jako rastužila" i da ni za čim ne žali. Ostali članovi skupine objasnili su da ju je napustio "kako bi se mogao posvetiti samo Flightless Recordsu."
Dana 2. listopada King Gizzard objavio je dva uratka na Bandcampu; uradak Demos Vol. 1 + Vol. 2 sadrži 28 demosnimki pjesama iz cijele karijere skupine, a Live in Asheville '19 zapravo je koncertni album snimljen u New Belgium Brewing Companyju 1. rujna 2019.
Skupina je 20. listopada najavila da će mjesec dana poslije objaviti šesnaesti studijski album K.G. (Explorations into Microtonal Tuning, Volume 2) i koncertni album Live in San Francisco '16. Tog je dana objavila i "Automation", četvrti singl s K.G.-a, koji je bio besplatno dostupan na stranicama sastava. Osim što je objavio neobrađene audiodatoteke za tu pjesmu, King Gizzard objavio je i datoteke za zasebne audiokanale u pjesmi (npr. za vokalne, violinske i klarinetske dionice te dionice za flautu). Također je objavio videodatoteke za glazbeni spot; izjavio je: "Ako želite izraditi svoj glazbeni spot za Automation, dajemo vam neobrađene videodatoteke kojima se možete poslužiti." Za preuzimanje svih tih datoteka na uređaju je potrebno imati instaliran program za torrent-datoteke. Od objave tog singla na raznim su internetskim stranicama (među kojima su Reddit i YouTube) objavljeni različiti glazbeni spotovi i remiksane inačice.
U prosincu 2020. Rolling Stone Australia uvrstio je skupinu na 47. mjesto popisa "50 najboljih australskih izvođača svih vremena".
Dana 24. prosinca sastav je objavio dva bootlega: Teenage Gizzard, kompilaciju pjesama snimljenih na početku karijere na kojoj se nalaze rani singlovi, pjesme s uratka Anglesea i nekoliko rjeđih skladbi, te Live in London '19, koncertni album snimljen 5. listopada 2019. na europskoj turneji. Uz te uratke skupina je pokrenula program "Bootlegger", koji omogućuje izradu vlastitih fizičkih primjeraka određenih albuma (među kojima su svi koncertni albumi snimljeni 2019., kompilacija Teenage Gizzard, album demosnimki i prethodno besplatni album Polygondwanaland). Na stranici posvećenoj tom programu grupa je izjavila: "Ako tkogod želi objaviti ove albume, slobodan je to učiniti. Na dnu stranice vidjet ćete poveznice koje vode na audiosnimke i naslovnice albuma. Ako želite, slobodno budite kreativni – sve je vaše. Jedini je uvjet da nam pošaljete nekoliko primjeraka kako bismo ih mogli prodavati na [sajtu] GIZZVERSE.COM – složit ćemo se s bilo kakvom ponudom koju smatrate poštenom."

### L.W.,Butterfly 3000iMade in Timeland(2021. – 2022.)
Sedamnaesti studijski album L.W. objavljen je 25. veljače 2021. Riječ je o nasljedniku albuma K.G. i trećem dijelu serijala "Explorations into Microtonal Tuning". Sastav je na svojim stranicama poručio: "[J]edan dolar zarađen svakim preuzimanjem L.W.-a bit će doniran Greenfleetu, koji pošumljavanjem Australije i Novog Zelanda oblikuje bioraznolike šume." Nakon što su uvedene blaže mjere suzbijanja pandemije, grupa je održala nekoliko nastupa u melburnskom području i time podržala K.G. i L.W.
Dana 19. ožujka 2021. skupina je objavila Live in Melbourne '21, koncertni album čije su pjesme snimljene na jednom od prvih koncerata održanih od početka pandemije. Uradak je uvršten u program Bootlegger s popratnim videosnimkama.
Butterfly 3000, osamnaesti studijski album, najavljen je 11. svibnja. Članovi sastava izjavili su da će biti objavljen 11. lipnja i da mu neće prethoditi nijedan singl. Također su komentirali da sadrži deset pjesama utemeljenih na ponavljajućim snimkama modularnih sintesajzera. Naslovnicu, koja prikazuje "razroki autostereogram", izradio je dugogodišnji suradnik Jason Galea. Dobio je uglavnom pozitivne kritike; recenzenti su ga pohvalili zbog "zvučnih pustolovina", a pjesme su nazvali "pop-uradcima koji savršeno nadopunjuju postojeći stil [sastava]". Međutim, drugi su recenzenti izjavili da "formulaičnom pristupu [albuma] manjka iznenađenja".
Dana 29. svibnja u sklopu programa Bootlegger objavljen je Live in Sydney '21, sedmi koncertni album i deveti album uopće objavljen s pomoću tog programa. Videosnimke nastupa također su objavljene s tim uratkom. Sastav je naknadno izjavio da će održati pet koncerata u Carriageworksu u Sydneyu. Svaki se koncert sastojao od različitih pjesama utemeljenih na različitim glazbenim stilovima, a među njima su akustična glazba, improvizirane svirke, mikrotonske pjesme, garage rock i heavy metal.
Skupina je 23. studenoga najavila osnutak glazbenog festivala Timeland i izjavila je da će na njemu nastupati kao glavni izvođač. Uz to je najavio i da će na tom festivalu prodavati devetnaesti studijski album Made in Timeland. Međutim, festival je naposljetku otkazan 30. prosinca, dan prije nego što je trebao početi, zbog straha od širenja koronavirusa.
Inačica pjesme "Black Hot Soup" (izvorno s albuma Butterfly 3000) koju je remiksao DJ Shadow objavljena je 6. siječnja 2022. na YouTubeu, a album remiksanih pjesama Butterfly 3001, koji sadrži 21 remiksanu inačicu pjesama s albuma Butterfly 3000, objavljen je 21. siječnja. Skupina je 27. siječnja objavila koncertni album Live in Brisbane '21 na Bandcampu i u sklopu programa Bootlegger.
U veljači te godine grupa je izjavila da će 5. ožujka u Melbourneu održati trosatni koncert Return of the Curse of Timeland. Na tom se koncertu prodavao Made in Timeland, a istog se dana mogao kupiti i na službenim stranicama sastava.

### Omnium Gatherum,Ice, Death, Planets, Lungs, Mushrooms and Lava,Laminated DenimiChanges(2022. – danas)
U ožujku te godine King Gizzard najavio je da će dvadeseti studijski album Omnium Gatherum biti objavljen 22. travnja. Tog je dana također objavio i osamnaestominutnu pjesmu "The Dripping Tap" kao singl. Dana 14. ožujka sastav je s Tropical Fuck Stormom objavio zajednički EP Satanic Slumber Party. Taj je uradak nastao tijekom rada na Fishing for Fishiesu; obje su skupine zajedno improvizirale i snimile pjesmu "Hat Jam". Dijelovi pjesama "The Dripping Tap" i "Satanic Slumber Party" nastali su upravo na temelju tih snimaka, a na dvanaestoinčnoj ploči Hat Jam u ograničenoj nakladi objavljene su obje pjesme.
Dana 16. lipnja pjesma "If Not Now, Then When?" osvojila je nagradu Environmental Music Prize. Skupina je time osvojila 20 000 dolara, a taj je novac donirala organizaciji The Wilderness Society. Dva dana poslije grupa je izjavila da će do kraja godine objaviti još tri albuma. Dana 12. srpnja objavljeno je da su pjesme na prvim dvama albumima nastale tako što su "sva šestorica članova improvizirano svirala nekoliko sati", a slično je snimljena i pjesma "The Dripping Tap". Treći je album opisan kao "nešto na čemu Gizzard radi od 2017., što je najdulje vrijeme koje je skupina provela radeći na jednom albumu". Mackenzie je komentirao: "Na njemu nema improviziranih pjesama. Dosta je temeljito isplaniran za Gizzardove standarde. Bitna je svaka snimka i bitan je svaki dio." Za sam je uradak izjavio da "više funkcionira kao ciklus pjesama".
Skupina je početkom kolovoza otkazala preostalih trinaest nastupa ljetne europske turneje kako bi se Mackenzie mogao vratiti u Australiju i liječiti od Crohnove bolesti.
Dana 1. rujna grupa je izjavila da će idućeg mjeseca objaviti prethodno najavljena tri albuma. Glazbeni spot za pjesmu "Ice V" objavljen je 7. rujna, a istog su dana otkriveni naslovi albuma, njihovi omoti i datumi objave: Ice, Death, Planets, Lungs, Mushrooms and Lava objavljen je 7. listopada, Laminated Denim 12. listopada, a Changes 28. listopada.

## Glazbeni stilovi i "Gizzverse"
Sastav se posvetio velikom broju žanrova, a pogotovo često spaja psihodelični rock, garage rock, acid rock, progresivni rock, surf rock, krautrock, psihodelični pop, indie rock i neopsihodeliju. Na nekim je kasnijim albumima svirao različite stilove heavy metala, pogotovo thrash metal i stoner metal na uratku Infest the Rats' Nest, ali i sludge i groove metal. U pjesmama skupine katkad se pojavljuju elementi folka i džeza. Sastav je snimio Butterfly 3000 kao synth-prog-album koji sadrži pjesme u duru, a na albumima Made in Timeland i Omnium Gatherum u glazbu je počeo uvrštavati elemente hip hopa. Chris DeVille ovako je opisao glazbeni stil skupine u članku za Stereogum: "To je rijedak sastav koji vješto briše granice između [skupina] Phish, Neu!, King Crimson i Osees, a ipak pritom zvuči kao on sam."
Grupa je na uratku Flying Microtonal Banana počela eksperimentirati s mikrotonalitetnošću, što je vrlo neuobičajeno za zapadnjačke rock-sastave. Takvu se glazbu svira s pomoću glazbala čije su oktave podijeljene na 24 (logaritamski) jednoliko temperirana četvrttona, ali se služi i ostalim prilagođenim instrumentima. Na takve pjesme utječu bliskoistočna i turska glazba, a dizajn prilagođenih gitara članova skupine nadahnut je sazom. Mackenzie je tonalitetnost pjesama na tom albumu opisao ovako: "[To je] svojevrsni dorski način s čevrttonski sniženom malom sekundom i malom sekstom u odnosu na toniku – tako mi je iskotiran saz." Sastav je potom snimio još dva albuma utemeljena na toj ljestvici – K.G. i L.W. – ali ju je uklopio i na određenim pjesmama s drugih albuma. U mnogim pjesmama sastava zamjetno je i neuobičajeno grupiranje taktova te, primjerice, sedamosminska i petčetvrtinska mjera: spomenute se složene mjere često i izmjenjuju. U nekim pjesmama s uradaka Polygondwanaland i Butterfly 3000 prisutna je i poliritmija.
Brojni albumi sastava utemeljeni su na zasebnim konceptima, ali pjesme ipak povezuju zajedničke teme i pojedini likovi, među kojima je najčešći kiborg Han-Tyumi. Pjesme govore i o ljudima-strvinarima, australskim rendžerima i balrozima, ali i o "božanstvima munje, zvijerima koje žderu meso, mudracima i ekopobunjenicima koji putuju svemirom". Članovi subreddita r/KGATLW, grupe posvećene King Gizzardu, popularizirali su izraz "Gizzverse", kojim nazivaju sveopću priču koja prožima diskografiju toga sastava. U intervjuu održanom 2017. Stu Mackenzie potvrdio je da su albumi skupine povezani: "Svi nastanjuju paralelni svemir, možda u drukčije vrijeme ili na drukčijem mjestu, ali svi mogu smisleno supostojati." U istom se intervjuu bubnjar Eric Moore našalio da su se i prije osnutka skupine dogovorili kako će priča završiti.
Stihove pjesama sastava prožima ekološka tematika; u njima se govori o zagađenju, ekološkoj katastrofi i globalnom zatopljenju, a takve su teme osobito zastupljene na albumima kao što su Infest the Rats' Nest, Flying Microtonal Banana, Fishing for Fishies, K.G. i L.W.. Mackenzie je komentirao: "Bojimo se brojnih stvari... Često razmišljam o budućnosti čovječanstva i budućnosti planeta Zemlje. Takve se misli jednostavno pretoče u stihove." Pjesme govore i o političkim i društvenim problemima; Walker je izjavio: "Što se toga tiče, izbjegavamo propovijedati premda nam vjerojatno katkad pobjegne. Pokušavamo to prikriti metaforama i ostalim sranjima:" Pjesma "Minimum Brain Size" na albumu K.G. nadahnuta je napadom na džamije u Christschurchu.

## Članovi sastava
Sadašnji članovi
- Stu Mackenzie – vokal, gitara, klavijatura, flauta, bas-gitara, udaraljke, sitar, klavir, orgulje, violina, klarinet, saksofon, zurna, bubnjevi
- Ambrose Kenny-Smith – vokal, usna harmonika, klavijatura, udaraljke, klavir, saksofon, gitara, orgulje
- Joey Walker – gitara, vokal, bas-gitara, klavijatura, klavir, udaraljke
- Cook Craig – gitara, bas-gitara, klavir, klavijatura, udaraljke, vokal
- Lucas Harwood – bas-gitara, klavir, klavijatura, udaraljke, vokal
- Michael Cavanagh – bubnjevi, udaraljke, vokal

Bivši članovi
- Eric Moore – bubnjevi, vokal, teremin, klavijatura, udaraljke (2010. – 2020.)

## Diskografija
- 12 Bar Bruise (2012.)
- Eyes Like the Sky (2013.)
- Float Along – Fill Your Lungs (2013.)
- Oddments (2014.)
- I'm in Your Mind Fuzz (2014.)
- Quarters! (2015.)
- Paper Mâché Dream Balloon (2015.)
- Nonagon Infinity (2016.)
- Flying Microtonal Banana (2017.)
- Murder of the Universe (2017.)
- Sketches of Brunswick East (s Mild High Clubom) (2017.)
- Polygondwanaland (2017.)
- Gumboot Soup (2017.)
- Fishing for Fishies (2019.)
- Infest the Rats' Nest (2019.)
- K.G. (2020.)
- L.W. (2021.)
- Butterfly 3000 (2021.)
- Made in Timeland (2022.)
- Omnium Gatherum (2022.)
- Ice, Death, Planets, Lungs, Mushrooms and Lava (2022.)
- Laminated Denim (2022.)
- Changes (2022.)
- PetroDragonic Apocalypse (2023.)
- The Silver Cord (2023.)
- Flight b741 (2024.)
- Phantom Island (2025.)